# ネリンガ
ネリンガ（リトアニア語: Neringa）は、リトアニアの最も西に位置する自治体で、国立公園クルシュー砂洲の中央部付近にある。リトアニアで最も少ない人口の自治体である。この自治体の南には、ロシア連邦カリーニングラード州との国境がある。その名はリトアニア神話の少女英雄の名前を取ったものである。

## 概要
自治体の再編が行われるまではネリンガ市として知られていたが、実質上の「市」であったことはない。ソビエト連邦の行政システムでは、ネリンガのように小規模な地域を定義付けるものがなかったため、便宜上「市」ということにしていただけである。ネリンガ（クルシュー砂洲）はリトアニア本土とはクルシュー潟で隔てられているが、双方を結ぶ橋が無いため、本土との間の交通機関はフェリーのみである。「ネリンガ」という名称は、ソビエト連邦がこの地域を名付ける時に、クルシュー砂州を造ったといわれる伝説上の少女の名前を取ったものである。
その昔、リトアニア西部のバルト海沿岸には美しい少女ネリンガが住んでいました。彼女がこれを断るとドラゴンはバルト海で漁業を営む漁師たちを襲い始めました。ある時、大きな嵐が何年も続き、海が大荒れて、漁ができなくなった。 悲しむ漁師達を哀れみ、彼女は彼らを助ける事にした。 彼女はエプロンで砂を運び、砂州を作って、そこに内海を作ったのだ。
ネリンガは他の神話にも現れるが、そのいくつかではさながら女性版ヘラクレスのような女傑として描き出されている。
実際には、紀元前3000年ほど前には現在のような細長い砂州が出来上がったとされる

## ネリンガにある町
（北側より）
- ペルヴァルカ（Pervalka）
- プレイラ（Preila）
- ニダ（Nida）　ネリンガ最大の町

## 観光
クルシュー砂洲は観光地として有名で、夏季にはリトアニア、ラトビア、ロシアなどから沢山の観光客が押し寄せる。
砂洲のバルト海側は、リトアニア側からロシア側まで砂浜が続いている。内海側には町・リゾート施設・観光漁港などが点在している。

## 交通
- クライペダからスミルティネへ渡し船（所要約10分）、スミルティネからニダへ路線バス（1日10本程度、終点ニダまで所要約1時間）
- ヴィリニュスからニダへ長距離バス（1日1本）
- カリーニングラードからクライペダ行きの長距離バスで途中下車（現在、日本人の場合、リトアニアからロシアへ向かうには有効なビザが必要）